# Guibemantis depressiceps
Guibemantis depressiceps is een kikker uit de familie gouden kikkers (Mantellidae). De soort werd voor het eerst wetenschappelijk beschreven door George Albert Boulenger in 1882. De soort behoort tot het geslacht Guibemantis.

## Leefgebied
De soort is endemisch in Madagaskar. De soort komt voor in het oosten van het eiland en leeft op een hoogte van tot de 1200 meter boven zeeniveau. De soort leeft ook in Nationaal park Masoala en Nationaal park Andohahela.

## Synoniemen
- Boophis depressiceps (Boulenger, 1882)
- Boophis mocquardi (Boulenger, 1896)
- Mantidactylus depressiceps (Boulenger, 1882)
- Mantidactylus acuticeps Ahl, 1929
- Mantidactylus mocquardi (Boulenger, 1896)
- Rhacophorus depressiceps Boulenger, 1882
- Rhacophorus mocquardi Boulenger